# Gesetz über die Deutsche Bundesbank
Das Gesetz über die Deutsche Bundesbank ist ein Gesetz der Bundesrepublik Deutschland, in dem die Ausgestaltung einer nationalen Notenbank (Aufbau, Rahmen, Aufgaben und Funktionen) festgeschrieben ist.

## Ursprung
Das Gesetz wurde am 26. Juli 1957 erlassen und beendete das zweistufige Zentralbanksystem in der Bundesrepublik. Die Umgestaltung der Bank deutscher Länder, der Landeszentralbanken sowie der Berliner Zentralbank zur Bundesbank, als Währungs- und Notenbank der Bundesrepublik, schuf eine Einheitsbank mit den Landeszentralbanken als Hauptverwaltungen. Der Auftrag an den Gesetzgeber ergeht durch Art. 88 Satz 1 GG: Der Bund errichtet eine Währungs- und Notenbank als Bundesbank.

## Änderungen und Erweiterungen
§ 14 legt auf Euro lautende Banknoten als einziges unbeschränktes gesetzliches Zahlungsmittel fest. Die (zahlenmäßig beschränkte) Annahmepflicht von Münzen wird hingegen im Münzgesetz geregelt. Bei anderen Zahlungsarten (z. B. Überweisung, Scheck, Lastschrift) handelt es sich demgegenüber nicht um gesetzliche Zahlungsmittel, sodass für Gläubiger keine Annahmepflicht besteht.
§ 36a und § 37a ermächtigen die Deutsche Bundesbank zur Kontrolle der Banknotenbearbeitung bei Geschäftsbanken mittels Stichproben und bei Verstößen gegen die Richtlinien der EZB zur Prüfung der Echtheit und Umlauffähigkeit der Eurobanknoten die Wiederausgabe zu untersagen.

## Gerichtsurteile
§ 14 Abs. 1 Satz 2 BBankG wurde am 27. April 2022 vom Bundesverwaltungsgericht als unionsrechtswidrig erklärt, da Währungspolitik ausschließlich in der Regelungskompetenz der Europäischen Union liegt.

## Weitere Gesetze
Dass im Juli 1990 die D-Mark alleiniges gesetzliches Zahlungsmittel in beiden deutschen Staaten wurde, ist im Staatsvertrag zur Schaffung einer Währungs-, Wirtschafts- und Sozialunion zwischen der Bundesrepublik Deutschland und der damaligen Deutschen Demokratischen Republik geregelt. Die Einbindung der Bundesbank in das Europäische System der Zentralbanken (ESZB) ist u. a. im EG-Vertrag in Art. 4a (Europäisches System der Zentralbanken), sowie in Art. 105 (Ziele und Aufgaben des ESZB) geregelt.